# Acratosaura spinosa
Acratosaura spinosa — вид ящірок родини гімнофтальмових (Gymnophthalmidae). Ендемік Бразилії.

## Поширення і екологія
Acratosaura spinosa мешкають в горах Серра-ду-Сінкора, що є частиною гірського хребта Серра-ду-Еспіньясу і знаходяться в регіоні Чапада-Діамантіна в штаті Баїя. Вони живуть у високогірних чагарникових заростях кампос-рупестрес, серед скель, на висоті 1250 м над рівнем моря.